# Carl Denham
Carl Denham è un personaggio immaginario dei film su King Kong.
Nel primo film del 1933 (interpretato da Robert Armstrong) e nell'remake del 2005 (interpretato da Jack Black) viene chiamato Carl Denham ed è un produttore cinematografico; nel remake del 1976 (interpretato da Charles Grodin) viene invece chiamato Fred Wilson ed è un impresario petrolifero.

## Biografia del personaggio

### Versione del 1933
Nel film originale del 1933, Carl Denham (chiamato Carlo nel doppiaggio italiano) è un arrogante regista di documentari sull'orlo della bancarotta. Per risollevare le sue sorti, cerca disperatamente una protagonista per il suo nuovo film, ma all'ennesimo fallimento del suo agente Charles Weston, decide di cercarla tra la gente comune. Si imbatte così in Ann Darrow, donna disoccupata senzatetto, vittima della Grande depressione, che per la fame cerca di rubare una mela; notata dal fruttivendolo, Ann viene salvata da Carl, che paga la mela per lei e le offre il ruolo da protagonista nel suo film. Ann accetta e viene accompagnata a bordo del piroscafo S.S Venture.
La nave è diretta verso un'isola misteriosa ad ovest di Sumatra, denominata Isola del Teschio, non segnata sulle carte. Carl ottenne una mappa dell'isola a Singapore dall'amico Nils Helstrom, marinaio norvegese che due anni prima aveva salvato un indigeno da un naufragio in canoa, il quale, prima di morire, gli fornì una descrizione e la posizione dell'isola.
Dopo una lunga navigazione, la troupe giunge all'isola, scoprendo degli indigeni che stanno celebrando uno rituale tribale in onore del loro dio "Kong". Carl cerca di filmarli con la sua cinepresa, ma vengono scoperti. Il capo villaggio dapprima ordina loro di andarsene, poi offre sei delle sue donne in cambio di Ann, colpito dalla sua pelle pallida e capelli biondi, per offrila a Kong come sposa; rifiutato lo scambio, il gruppo torna alla nave. Durante la notte, gli indigeni raggiungono la nave con delle canoe e rapiscono Ann, offrendola poi in sacrificio a Kong, che si rivela un gigantesco gorilla bipede che vive al di là di una colossale muraglia.
Carl e un gruppo di marinai, il primo ufficiale Jack Driscoll, innamorato di Anna, partono al salvataggio. Il gruppo viene attaccato inizialmente da un Stegosaurus, e poi da un Brontosaurus; durante la fuga, Carl, in coda alla fila, resta impigliato tra dei rami, mentre gli altri cercano di attraversare un burrone passando su un albero caduto, ma sopraggiunge Kong, che li fa precipitare tutti nel dirupo, eccetto Jack. Carl si libera dai rami e, ferito, torna indietro, mentre Jack segue fino alla sua tana per salvare Ann. Salvata la ragazza, i due fuggono, ma il gorilla li insegue fino al villaggio, iniziando a distruggerlo. Carl colpisce il mostro con una bomba a gas, facendolo svenire; decide così di portare a New York la bestia, da lui definita come una "cosa che vale più di tutti i film del mondo", ed esibirlo come "l'ottava meraviglia del mondo". Kong viene così esibito in un teatro di Broadway. Il gorilla però, infuriato dai flash dei fotografi, riesce a fuggire e vaga alla ricerca della sua amata Ann, seminando panico, distruzione e morte nella città. Rapita nuovamente la ragazza, Kong raggiunge il punto più alto della città, l'Empire State Building, dove viene attaccato da una pattuglia di aerei biplani dell'aviazione e cade nel vuoto. Alla vista del cadavere dell'enorme scimmia, un poliziotto, parlando con Carl, afferma che gli aerei ce l'hanno fatta, ma Carl controbatte: "Oh no! Non sono stati loro... È stata la bellezza che ha sconfitto la Bestia."
Nel sequel, Il figlio di King Kong, un mese dopo la morte di Kong, Carl viene coinvolto in numerose cause in seguito alla distruzione operata dal gorilla, seguite da un ordine di cattura. Così Carl decide di lasciare New York con Englehorn, capitano della Venture, il quale vuole andare nelle Indie occidentali ed adattare la Venture a nave cargo. Pur iniziando a navigare, i loro sforzi per fare soldi non hanno molto successo. Arrivati nel porto olandese di Dakang, incontrano Nils Helstrom, l'ex skipper norvegese che vendette a Carl la mappa per l'Isola del Teschio. Helstrom rivela a Denham e Englehorn l'esistenza di un tesoro sull'isola. Accecati dalla loro situazione finanziaria, gli credono e decidono di andare sull'isola. Dopo aver ripreso il mare, viene scovata una ragazza clandestina, Hilda.
Arrivati all'Isola del Teschio, il capitano Englehorn, Denham, Helstrom e Hilda sono vittime di un ammutinamento, capeggiato dal marinaio Red. L'ammutinamento nasce dalla conoscenza del fatto che nella prima spedizione sull'isola erano morte dodici persone, e per paura che ciò riaccada i marinai abbandonano i quattro sventurati su una barca (ai quali si aggiunge il cuoco Charlie) e prendono il largo. Una volta sull'isola, Carl e Hilda incontrano il figlio di Kiko (nome dato dai produttori ma mai menzionato nel film), il figlio di King Kong. L'animale è bloccato nelle sabbie mobili e Carl, volendo sdebitarsi per la morte del padre, fa cadere un albero vicino, permettendo a Kiko di aggrapparsi e uscire. Poco dopo, Carl e Hilda vengono raggiunti dal resto del gruppo e si accorgono di una grande porta di pietra; Carl pensa di aver trovato il nascondiglio del tesoro e decide di trovare un metodo per aprirla, mentre il capitano Englehorn, Helstrom e Charlie vanno a caccia. Carl e Hilda vengono poi attaccati da un grande orso delle caverne, ma vengono salvati da Kiko. Grazie al piccolo Kong, Denham riesce ad aprire la grande porta di pietra, e scoprono il nascondiglio di un tesoro realmente esistente. Mentre i tre sono nella caverna del tesoro vengono attaccati da un Nothosaurus, ma ancora una volta Kiko salva i protagonisti. D'un tratto l'isola viene colpita da un violento terremoto che, pian piano, la fa affondare nell'oceano. Carl e Kiko, rimasti nella caverna del tesoro, cercano di salvarsi dall'acqua scalando la montagna. Arrivati in cima, quando ormai dell'isola rimane solo una piccola porzione, Kiko rimane incastrato con una zampa nella roccia, ma trae in salvo Carl tenendolo fuori dall'acqua. Kiko viene inghiottito dall'oceano, mentre Carl viene salvato dal gruppo con la scialuppa. Dopo che l'isola ed i suoi abitanti sono scomparsi nell'oceano, i quattro superstiti vengono salvati da una nave.

### Versione del 1976
Nel remake del 1976 si chiama Fred Wilson ed è il dirigente della compagnia petrolifera Petrox. Wilson e la sua compagnia salpano dal porto di Surabaya alla ricerca di un'isola misteriosa nell'Oceano Indiano, perennemente celata da una fitta nebbia, convinti della presenza di un giacimento petrolifero nell'isola. Prescott, un paleontologo imbarcatosi clandestinamente, sta per essere condotto nella stiva perché ritenuto una spia di una compagnia petrolifera rivale, ma viene avvistata una scialuppa di salvataggio alla deriva in mare in cui giace Dwan, una giovane ragazza unica superstite di un naufragio. Wilson effettua un controllo approfondito su Prescott sincerandosi della sua buona fede sicché viene arruolato quale fotografo della spedizione. Arrivati sull'isola, scoprono un villaggio popolato da indigeni ostili, che necessitano di una donna per dei loro misteriosi riti: offrirla al loro dio, Kong, per placare la sua ferocia. Successivamente Dwan viene rapita dai nativi e offerta a Kong; mentre un gruppo si inoltra nell'isola alla sua ricerca, Wilson scopre che il petrolio sull'isola non è sfruttabile, così decide di catturare Kong per farne un'attrazione pubblicitaria della Petrox. Catturato il gorilla facendolo svenire con del gas al cloroformio, viene imprigionato e messo in mostra a New York. Tuttavia, Kong si libera dalla gabbia e fugge seminando distruzione. Nel tentativo di mettersi in salvo, Wilson muore schiacciato dal piede del gorilla.

### Versione del 2005

Jack Black interpreta Carl nel film del 2005

Nel film del 2005, Denham è un regista cinematografico sull'orlo della bancarotta e trattato con derisione da ogni studio di New York, nonostante abbia consegnato loro alcuni straordinari filmati sulla fauna selvatica. Lui e il suo devoto assistente, Preston, hanno cercato ossessivamente un'attrice da inserire nel suo nuovo progetto, trovando infine Ann Darrow. Ottenuta una mappa dell'Isola del teschio, Carl decide di produrre lì il suo prossimo film; vende così ad altri studi i suoi filmati come stock footage, e ruba l'attrezzatura necessaria per raggiungere l'isola. Tuttavia, ha male informato la sua troupe sul fatto che si sarebbero diretti a Singapore, e ammette la verità solo allo sceneggiatore Jack Driscoll.
Una volta raggiunta l'isola, Denham tenta invano di stabilire relazioni pacifiche con i nativi dando a un bambino nativo una barretta di cioccolato. I nativi attaccano e uccidono due membri dell'equipaggio, e pertanto l'equipaggio torna alla loro nave. Quella notte, Ann viene catturata dai nativi e consegnata a Kong. Al ritorno sull'isola, Denham è il primo dell'equipaggio, oltre ad Ann, a vedere Kong. Denham, Driscoll e altri membri dell'equipaggio partono per una missione di salvataggio, durante il quale Denham riprende le creature e dinosauri incontrati. Tuttavia, giunti su un albero caduto sopra un dirupo, Kong li attacca e li fa cadere nel precipizio; qui la cinepresa di Denham si rompe, facendogli perdere tutti i filmati. Arrabbiato, Denham si sfoga attaccando gli insetti giganti in fondo al dirupo che li avevano attaccati. Decide poi di cambiare il suo piano e catturare Kong, per metterlo in mostra a New York. Convince Englehorn a usare il cloroformio rimanente per catturare Kong, ricordandogli che loro catturano animali vivi. Si aspetta di fare una fortuna mettendo in mostra Kong e fa promesse contrastanti all'equipaggio su come lo dividerà. Kong viene catturato e portato in città, ma fugge e semina il panico alla ricerca di Ann. Alla morte di Kong per la caduta dall'Empire State Building, Denham sente un passante commentare che gli aeroplani lo hanno ucciso, ma lui, osservando il cadavere del gorilla, afferma che "non sono stati gli aeroplani. È stata la Bella ad uccidere la Bestia".
Nel libro The World of Kong: A Natural History of Skull Island, pubblicato lo stesso anno, Denham sfugge alle cause legali incolpando la furia di Kong alla società che ha realizzato le catene di acciaio cromato che non riuscirono a contenerlo. Denham torna poi sull'isola per guidare una spedizione scientifica nel 1935, insieme ad altre sette spedizioni per il decennio successivo, e fuggendo prima che l'isola sprofondi nel mare.

## Apparizioni
- King Kong (film 1933)
- King Kong (film 1976)
- King Kong (film 2005)
- King Kong (romanzo)
- Mighty Kong - L'invincibile King Kong